# ロバート・アーンショウ
ロバート・アーンショウ（Robert Earnshaw, 1981年4月6日 - ）はザンビア出身でウェールズの元サッカー選手。ポジションはフォワード。
2002-2003 FLチャンピオンシップ得点王の経歴を持つウェールズ代表ストライカー。

## 来歴
1997年、カーディフ・シティのユースチームからトップデビュー。当時4部にいたチームの2部昇格の原動力として活躍する。2004年にウェストブロムウィッチ・アルビオンに移籍、プレミアリーグ初挑戦であるにも関わらず1年目に11得点を記録する。しかしながら、翌シーズンは不調に陥り、シーズン途中でノーウィッチ・シティに放出された。
ノーウィッチで復調した彼は、翌2006-2007シーズンに怪我で離脱したものの、27得点を上げる活躍を見せる。これにより2007年6月、プレミアリーグ昇格を果たしたダービー・カウンティとチーム過去最高額となる350万ポンドの移籍金で移籍した。ダービーの1年での降格にともなって、2008年7月ノッティンガム・フォレストへ移籍。
2013年2月28日、トロントFCに移籍した。
2014年3月21日、ブラックプールFCに移籍した。
2014年8月15日、シカゴ・ファイアーに移籍した。
2015年2月、バンクーバー・ホワイトキャップスに移籍した。
代表として2002年のドイツ代表戦でデビューした。

## 所属クラブ
- カーディフ・シティFC 1997-2004

→ グリーノック・モートンFC 2000 (loan)
- ウェストブロムウィッチ・アルビオンFC 2004-2006.1
- ノリッジ・シティFC 2006.1-2007
- ダービー・カウンティFC 2007-2008
- ノッティンガム・フォレストFC 2008-2011
- カーディフ・シティFC 2011-2013

→ マッカビ・テルアビブFC 2012-2013 (loan)
- トロントFC 2013
- ブラックプールFC 2014
- シカゴ・ファイアー 2014
- バンクーバー・ホワイトキャップス 2015

→ ホワイトキャップス FC 2  2015